# Отелек
Отелек (рум. Otelec) насеље је у Румунији у округу Тимиш у општини Отелек. Oпштина се налази на надморској висини од 76 m.

## Историја
По "Румунској енциклопедији" место се помиње 1452. године. На месту некадашњег насеља 1793-1795. године гроф Јохан вон Бутлер је колонизовао Мађаре. Насеље по попису из 1900. године има 290 домова са 1600 душа.

## Становништво
Према подацима из 2013. године у насељу је живело 823 становника.

### Попис2002.
| Расподела становништва по националности 2002.‍ | Расподела становништва по националности 2002.‍ | Расподела становништва по националности 2002.‍ | Расподела становништва по националности 2002.‍ | Расподела становништва по националности 2002.‍ |
| --------------------------------------------- | --------------------------------------------- | --------------------------------------------- | --------------------------------------------- | --------------------------------------------- |
|                                               |                                               |                                               |                                               |                                               |
| Румуни                                        | Румуни                                        |                                               | 121                                           | 15,1%                                         |
| Мађари                                        | Мађари                                        |                                               | 678                                           | 84,9%                                         |